# Werner Schreib
Werner Schreib (Berlino, 16 marzo 1925 – Lorsch, 20 settembre 1969) è stato un pittore e grafico tedesco.

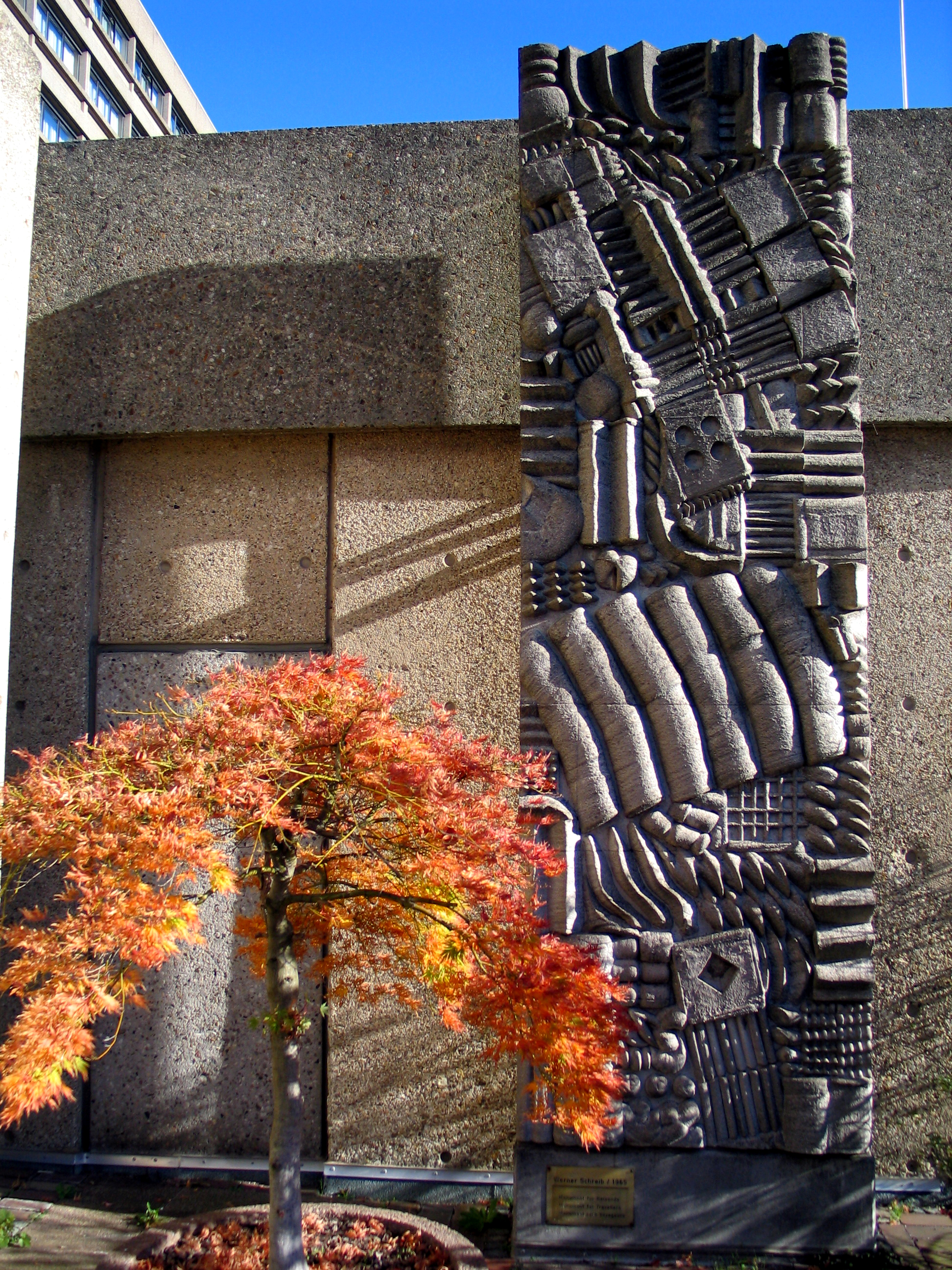

Nel 1960 partecipò alla XXX Esposizione internazionale d'arte di Venezia.